# Ludwig August von Müller

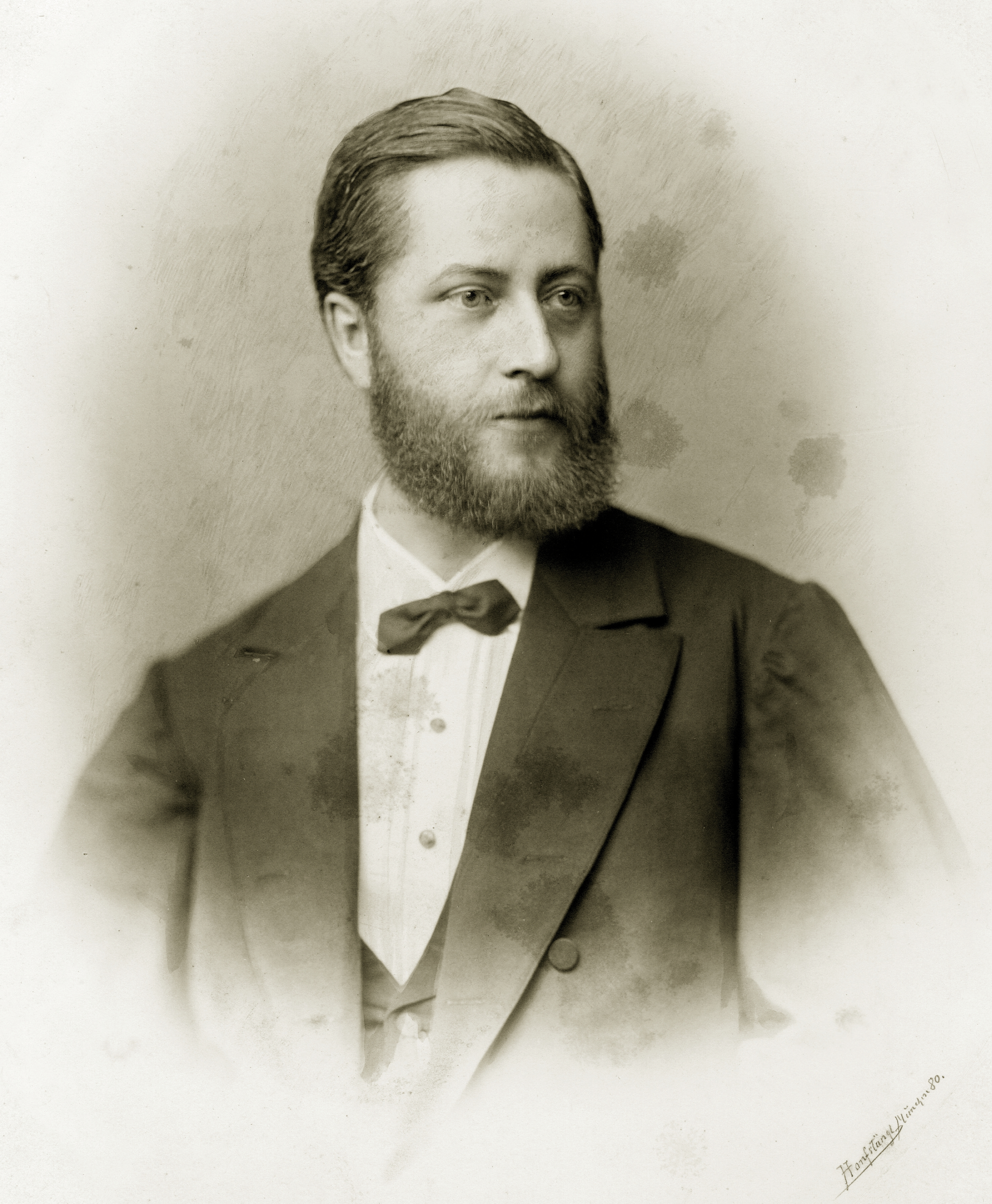
Ludwig August von Müller vor 1877

Ludwig August von Müller (* 19. August 1846; † 24. März 1895) war ein bayerischer Beamter und Kultusminister (1890–1895).

## Leben
Er war der Sohn von Franz Seraph Müller (1801–1884), bayerischer Rat und Vorstand des Hauptmünz- und Stempelamts und dessen Ehefrau Adelheid Frech.
Nach dem Abitur 1865 am Wilhelmsgymnasium München studierte Müller als Stipendiat der Stiftung Maximilianeum an der Ludwig-Maximilians-Universität Rechtswissenschaft. 1867 wurde er Mitglied des Corps Palatia München. 1874 wurde er zum Dr. iur. promoviert.
Anschließend schlug er die Beamtenlaufbahn ein, zunächst bei der Regierung von Oberbayern. Er war später im bayerischen Innenministerium und wurde persönlicher Sekretär von Ludwig II. Es folgte der Vorstand des Statistischen Büros im Innenministerium, wo er unter anderem das Flurbereinigungs- und das Landtagswahlgesetz verantwortete.
1886 war er der beauftragte Vertreter der Regierung, der die Verhaftung Ludwigs II. durchführte, der durch seine Bauaktivitäten die Schulden Bayerns auf 7 Millionen Mark hatte anwachsen lassen. Müller wurde aufgrund der Verhaftung Polizeidirektor und später Polizeipräsident.
Von 1890 bis 1895 war er bayerischer Kultusminister (Staatsminister des Inneren für Kirchen- und Schulangelegenheiten) als Nachfolger von Johann von Lutz. Müller brachte am 23. Juli 1891 eine neue Schulordnung für die Höheren Lehranstalten auf den Weg, die die Höheren Schulen grundlegend reformierte. Auf dem Werk von Müller baute sein Nachfolger Robert von Landmann 1902 das Schulbedarfsgesetz vom 28. Juli 1902 auf, das wiederum eine wesentliche Stärkung der Schulen nach sich zog.
Für seine Verdienste wurde Müller mit dem Ritterkreuz des Verdienstordens der Bayerischen Krone beliehen. Damit verbunden war die Erhebung in den persönlichen Adel und er durfte sich nach Eintragung in die Adelsmatrikel Ritter von Müller nennen. Am 15. Februar 1891 folgte die Erhebung in den erblichen Adel für sich und seine Nachkommen mit Immatrikulation in die Adelsmatrikel am 23. März 1891.
Ludwig Müller starb im Alter von 48 Jahren.

## Familie
Er heiratete am 25. März 1882 in Bayreuth Marie Wilhelmine Pauline von Burchtorff (* 8. September 1857; † 1. Juli 1933). Das Paar hatte mehrere Kinder:
- Karl Alexander Franz Ludwig (* 20. Dezember 1882; † 13. Dezember 1964) ⚭ Irma Richter (* 7. November 1885)
- Christian Ludwig Theodor (* 22. September 1886), Chemiker, Träger des Militär-Max-Joseph-Ordens ⚭ 1913 Carola Venator (* 27. Dezember 1890)
- Albert Wilhelm (* 18. März 1888), Archivar
- Maria Amalie Adelheid Anna  (* 23. Dezember 1894) ⚭ 4. Juni 1920 Peter Maus († 3. Januar 1932), Innen-Architekt und Fabrikant

## Grabstätte

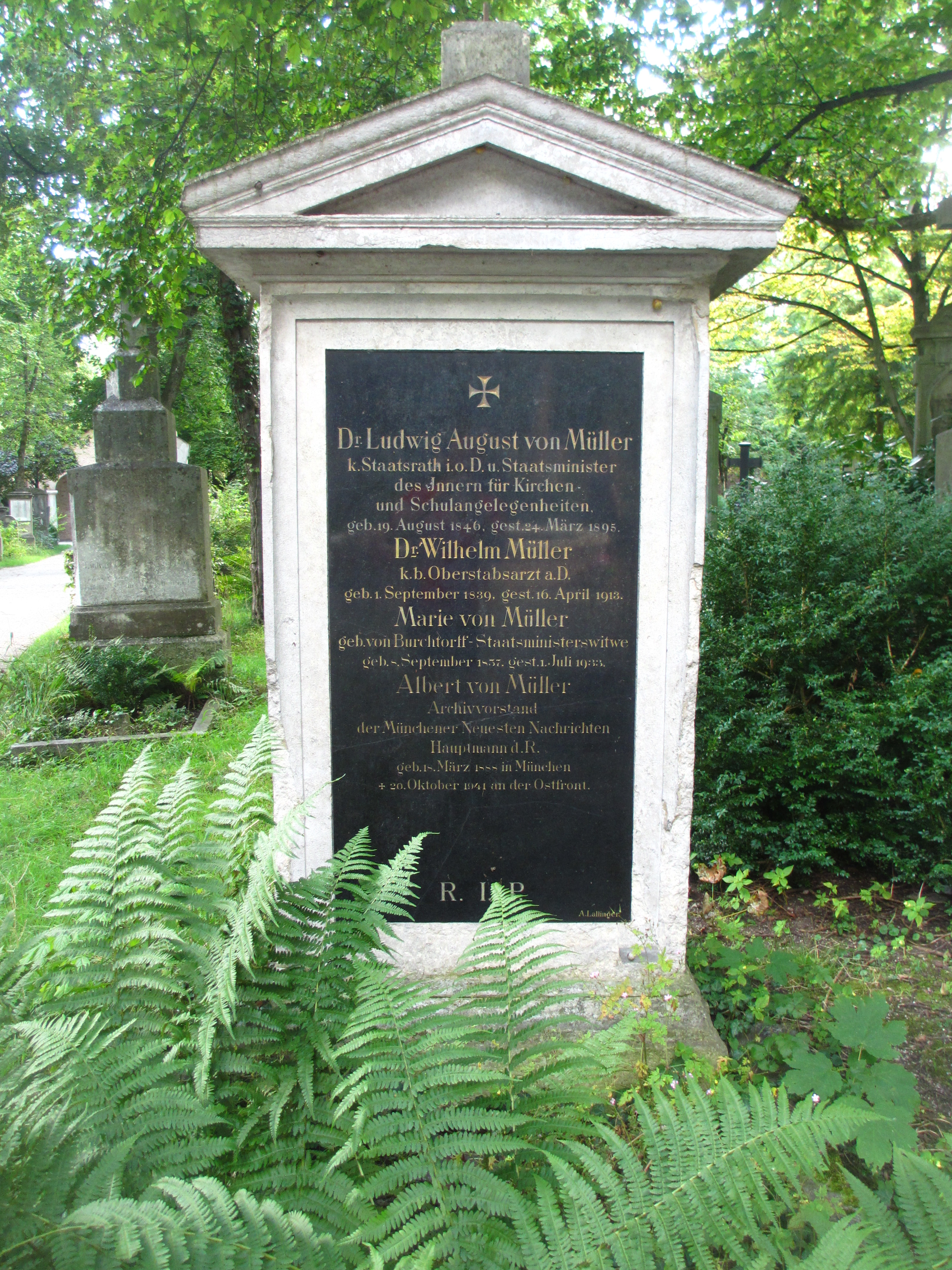
Grab von Ludwig Müller auf dem Alten Südlichen Friedhof in München

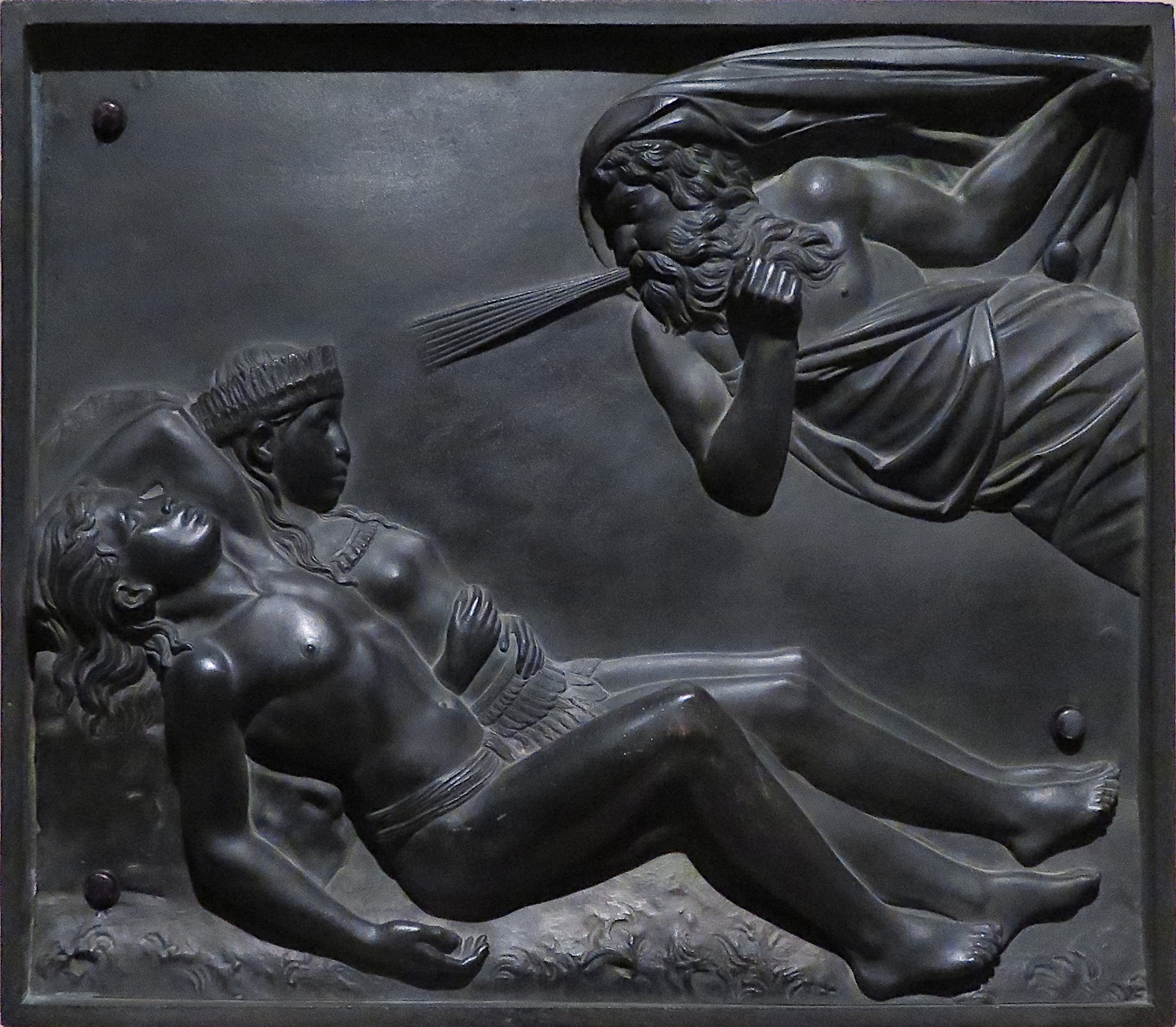
Grabrelief vom ehemaligen Grab für Juri und Miranha auf der heutigen Grabstelle für Ludwig Müller

Die Grabstätte von Ludwig Müller befindet sich auf dem Alten Südlichen Friedhof in München (Gräberfeld 24 – Reihe 1 – Platz 1) Standort. In dieser Grabstelle befand sich davor die letzte Ruhestätte der Indianerkinder Juri und Miranha, die 1820 von den beiden Naturwissenschaftlern Johann Baptist Spix und Carl Friedrich Philipp Martius nach München gebracht worden waren. Mit der Übernahme der Grabstelle für Ludwig Müller wurde der Grabstein entfernt.  Das auf dem Grabstein angebrachte Grabrelief ist erhalten. Das Grabrelief hatte 1824 Johann Baptist Stiglmaier geschaffen. Es befindet sich heute im Münchner Stadtmuseum.